# Пропавшая дева (почтовая марка)
«Пропавшая дева» (англ. Missing Virgin) — филателистическое название редкой стандартной почтовой марки Британских Виргинских островов 1867 года (Yt #7b).

## Описание
Номинал — 1 шиллинг. Марка печаталась на белой и тонированной бумаге литографским способом британской фирмой Waterlow & Sons в Лондоне с печатных форм, изготовленных фирмой «Ниссен энд Паркер» (Nissen & Parker). Марка двуцветная (карминовая и чёрная) с изображением святой Урсулы. Листы состояли из 20 марок (4 ряда по 5 экземпляров) и были перфорированы.

## История
В конце XIX века известный английский филателист Эдвард Д. Бэкон приобрёл на распродаже в Лондоне несколько подержанных книг. В одной из них он обнаружил несколько пробных матриц и эссе марок Британских Виргинских островов первого выпуска и, неизвестную до тех пор, марку второго выпуска номиналом в 1 шиллинг, напечатанную с одной из самых редких и необычных ошибок среди британских колониальных марок.
На первых двух выпусках марок Виргинских островов, увидевших свет в 1866—1867 годах, была изображена святая Урсула. На марке, обнаруженной Бэконом, в центре рисунка, где чёрной краской должно быть изображение святой, находилось как бы лучащееся белое пятно. Точных данных о том, как произошла эта ошибка, нет.
В статье, опубликованной в январе 1891 года в лондонском филателистическом журнале «Филателик рекорд», высказывалось предположение, что при печатании два листа склеились между собой, после нанесения первой краски, и лишь верхний лист получился отпечатанным в двух цветах. Однако такое предположение допускает большую небрежность при пересчёте листов.
Согласно данным самой типографии, вначале эти марки дважды проходили процесс печати (розово-карминовым и чёрным цветом), затем перфорировались. Соответственно, возникает вопрос, каким именно образом была нарушена штатная технологическая цепочка и не прошедшие печати вторым цветом листы попали сразу в перфорацию.
Иногда высказывается также предположение, что на одношиллинговой марке изображена не Урсула, а Мадонна с картины итальянского живописца Гвидо Рени, что впрочем маловероятно, так как святая Урсула является официальным символом и покровительницей колонии — и в этом качестве популяризировалась на почтовых марках последней.
| |                                                                  |
| Почтовая марка Британских Виргинских островов с изображением святой Урсулы, 1867 (Yt #7). Хорошо сохранившийся негашёный экземпляр оценивается сегодня более чем в £100 | Герб Британских Виргинских островов с изображением святой Урсулы |

## Современность
Сегодня известно о существовании четырёх или пяти экземпляров этой марки. Один из которых находится в британской королевской коллекции в Букингемском дворце, четыре в коллекции Билла Фрейзера (Bill Fraser) и ещё один — в неназванной частной коллекции. Аукционная цена наиболее качественного из сохранившихся экземпляров («позиция 4») в 2005 году составила $143 тысячи.